# Wissembourg
Wissembourg (Weißenburg in tedesco, Wisseburi in alsaziano e Weisseburch in francone meridionale) è un comune francese di 7 492 abitanti situato nel dipartimento del Basso Reno nella regione del Grand Est. Il nome significa borgo bianco.

## Geografia fisica
Wissembourg è situato in Alsazia nel nord-est della Francia, al confine con la Germania, più precisamente con la regione della Renania-Palatinato. È attraversato dalla Lauter, affluente alla sinistra orografica del Reno.
Il comune fa parte del parco naturale regionale dei Vosgi del Nord.

## Società

### Evoluzione demografica
Abitanti censiti

## Monumenti e luoghi d'interesse
- Chiesa dei Santi Pietro e Paolo. La chiesa, in stile gotico, è la seconda più grande in Alsazia, dopo la cattedrale di Strasburgo. Fu la chiesa abbaziale dell'Abbazia di Wissembourg. Costruita tra la fine del tredicesimo e l'inizio del quattordicesimo secolo sul sito di una chiesa duecentesca di un monastero benedettino fondato nel VII secolo, è affiancata da un campanile romanico, unico resto della preesistente costruzione. La Rivoluzione ha decapitato le statue e distrutto i quadri e l'ha trasformata in un deposito per il foraggio. Nel transetto sud, affreschi del XIV secolo, tra cui quello di St. Christophe, alto 11 m, del XV secolo. Le vetrate sono tra le più antiche in Alsazia e, nell'angolo in basso a destra, sotto un baldacchino, merita attenzione una magnifica scultura del Santo Sepolcro. All'esterno, il chiostro gotico, incompiuto, del XIV secolo, ospita le tombe degli Abati.
- Il Cristo di Wissembourg. Alla fine del secolo scorso, è stato scoperto nella soffitta della chiesa una piccola vetrata di 23 cm di diametro, del 1065 circa, che rappresenta il volto di Cristo. Considerata la più antica vetrata della Francia raffigurante il volto di Cristo, è esposta al Musee de l'Oeuvre Notre Dame di Strasburgo.
- Chiesa protestante di St. Jean. La chiesa risale al XV secolo, ma possiede un campanile romanico del XIII secolo. La navata centrale e quelle laterali sono state costruite tra il 1504 e il 1513. Nel cortile, sul lato sinistro della chiesa, si trovano antiche pietre tombali in arenaria rossa dei Vosgi.
- Chiesa romana di St. Ulrich. La chiesa, costruita nell'XI secolo, è uno dei più antichi santuari dell'Alsazia.
- Hôtel de Ville. È stato costruito tra il 1741 e il 1752 in arenaria rosa, con frontone, torretta e orologio, secondo il progetto dell'architetto Joseph Massol. L'attuale edificio sostituisce il vecchio Municipio scomparso in un terribile incendio del 25 gennaio 1677.
- Palazzo Stanislas. È stato il rifugio del re di Polonia Stanislao Leszczyński e della famiglia durante il loro esilio dal 1719 al 1725. È stato successivamente trasformato in un collegio, in un Ospedale Civile nel 1875 e casa di riposo in seguito. Dall'antico ospedale si giunge al quartiere Petite Venise di Wissembourg, che presenta una pittoresca vista sull'abbazia di Wissembourg e sulla Rue de Lauter, caratterizzata da casette tipiche.
- Casa di sale. Edificio del XV secolo, è stato dapprima un ospedale (1448), quindi deposito del sale (di qui il nome) ed infine macello, prima di diventare un'abitazione privata. Di fronte si trova la Grange aux Dimes, edificio in cui veniva depositata la decima dell'Abbazia.
- Antica Dogana. L'edificio settecentesco, oggi sede della Sottoprefettura, è stato costruito nel 1784.
- Maison des Chevaliers. Sede dei Cavalieri della Corte, oggi presenta notevoli dipinti risalenti al 1880.
- Maison Holzapfel. Edificio risalente al XV secolo, porta il nome del suo proprietario. Sopra la porta principale c'è una scritta del XVI secolo Maison des corporations; dal 1793 al 1854 fu stazione di posta e si narra che Napoleone vi abbia sostato nel 1806.
- Einfahrt. Casa patrizia del 1484, presenta alcuni serramenti in legno intagliato e una scala a chiocciola di notevole interesse.
- Convento Agostiniano. È stato fondato nel 1279 e trasformato in abitazione dopo la Rivoluzione.
- Antica Chiesa dei Domenicani. Edificio del 1552 oggi in disuso, fu adibito nel tempo ad ospedale, negozi, stalle e caserme. Nel 1980 è diventata sede del Relais Culturel.
- Museo Westercamp. Prende il nome dal filantropo che lo donò alla città, è allestito in un edificio del XVI secolo; mette in mostra mobili antichi (tra cui splendidi armadi), abiti contadini e cimeli della battaglia del 1870. Il museo custodisce inoltre una copia del lampadario a corona dell'abbazia, distrutto durante la Rivoluzione; l'originale, dell'XI secolo è famoso in tutto l'Occidente, misurava 6 m di diametro, mentre è ignoto il numero di candele di cui era provvisto.
- Hôtel Vogelsberger. Edificio rinascimentale, che, con il suo bellissimo portale, è sormontato da un magnifico affresco. L'edificio è stato costruito dal colonnello Sebastian Vogelsberger che nel 1548 fu decapitato per ordine di Carlo V per aver assistito all'incoronazione di Enrico II a Reims. In questa casa, Charles de Foucauld ha vissuto parte della sua infanzia.
- Quartier du Bruch. Belle case con facciate colorate allineate lungo il corso d'acqua. La Maison de l'Ami Fritz Tanneurs (1550), testimonianza dello stile Rinascimentale Alsaziano, è stata lo sfondo delle riprese del film L'Amico Fritz nel 1933. All'estremità del quartiere, la Tour des Husgenossen, ultimo resto di una prigione costruita intorno al 1420.
- Tour Schartenturm. È ciò che resta del monastero costruito dall'abate Samuel nell'XI secolo.
- Tour de la Poudrière. È ciò che rimane della prima cinta muraria della città.

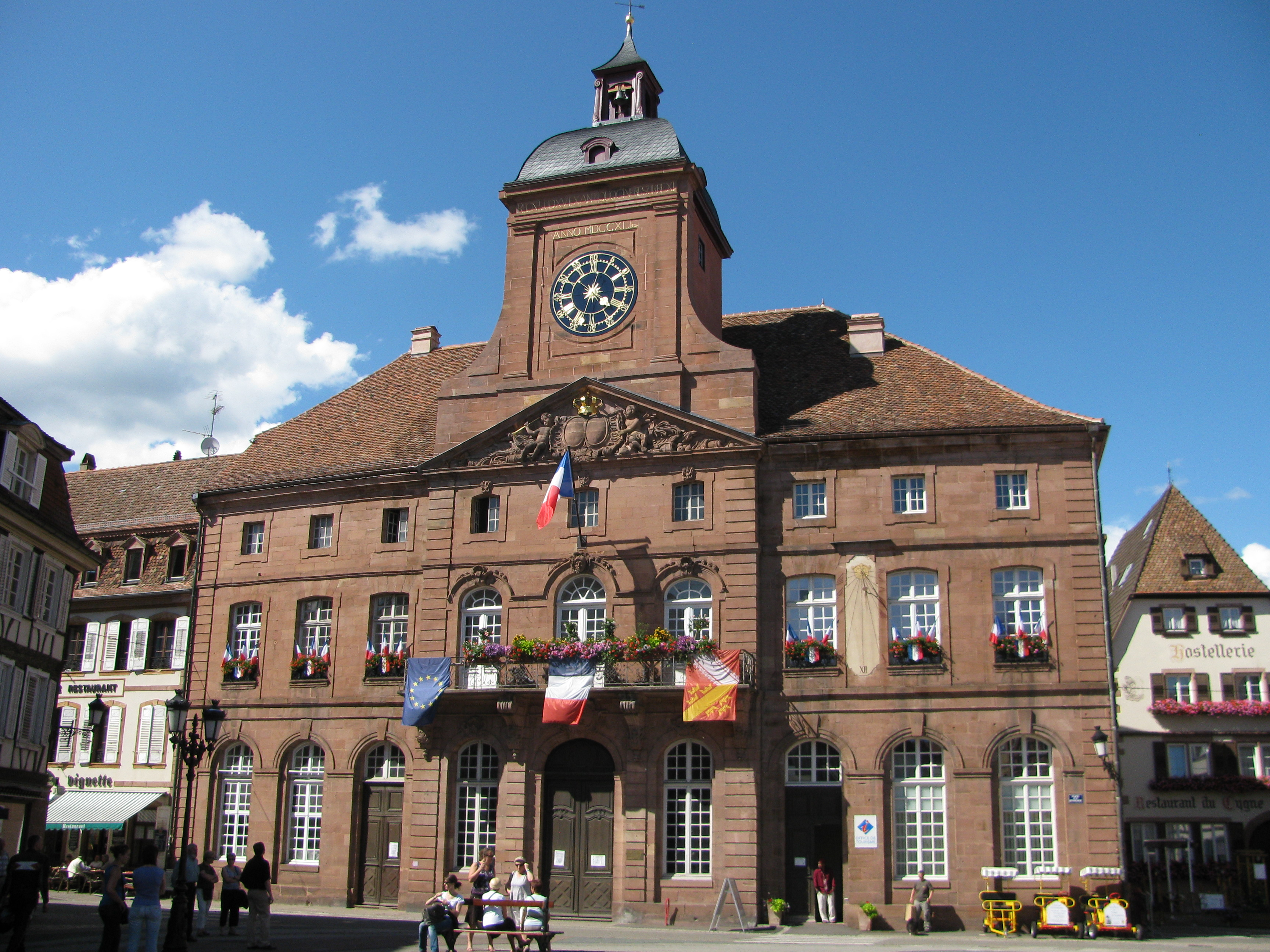
Hôtel de ville
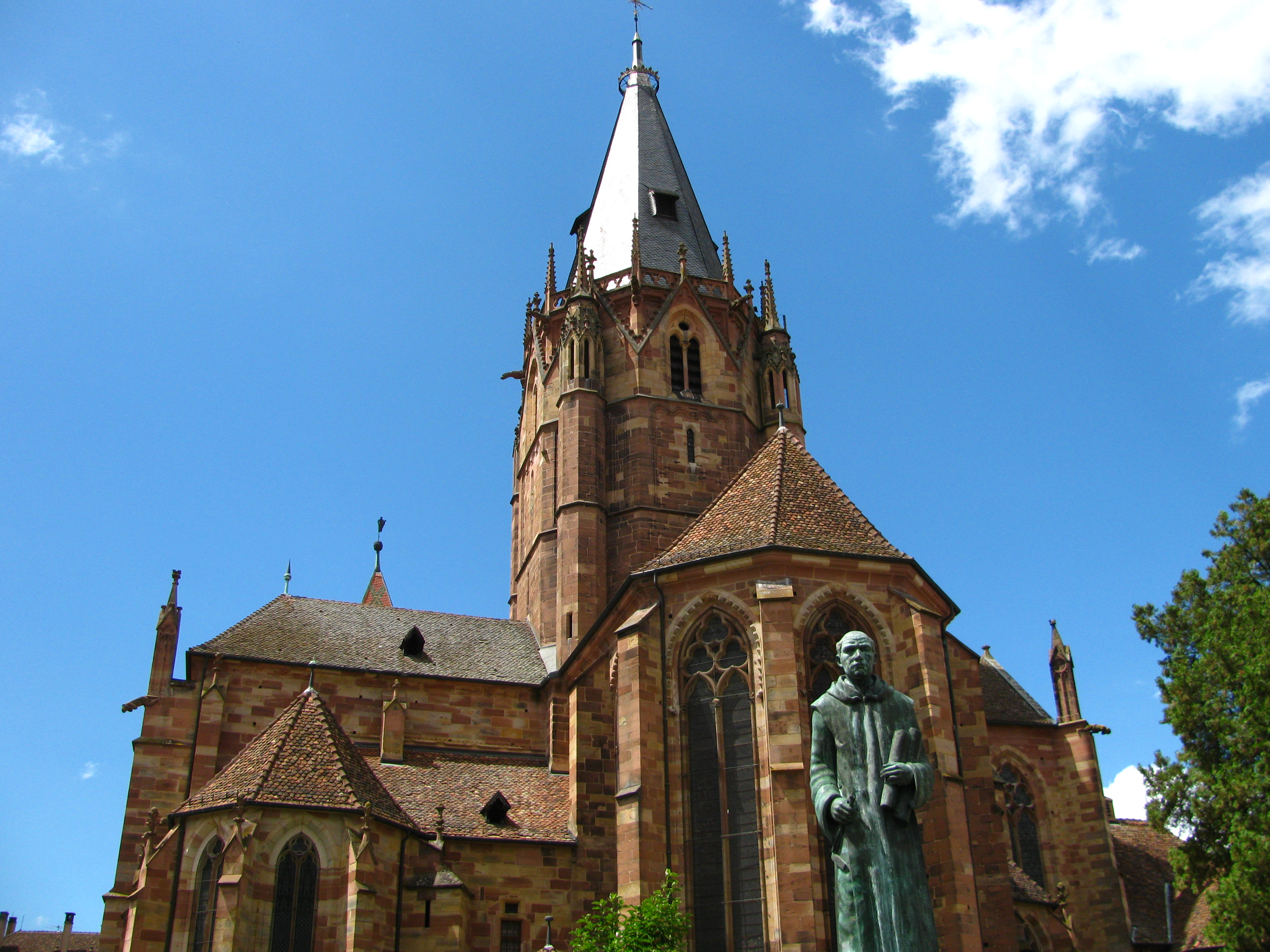
Chiesa di St. Pierre et St. Paul
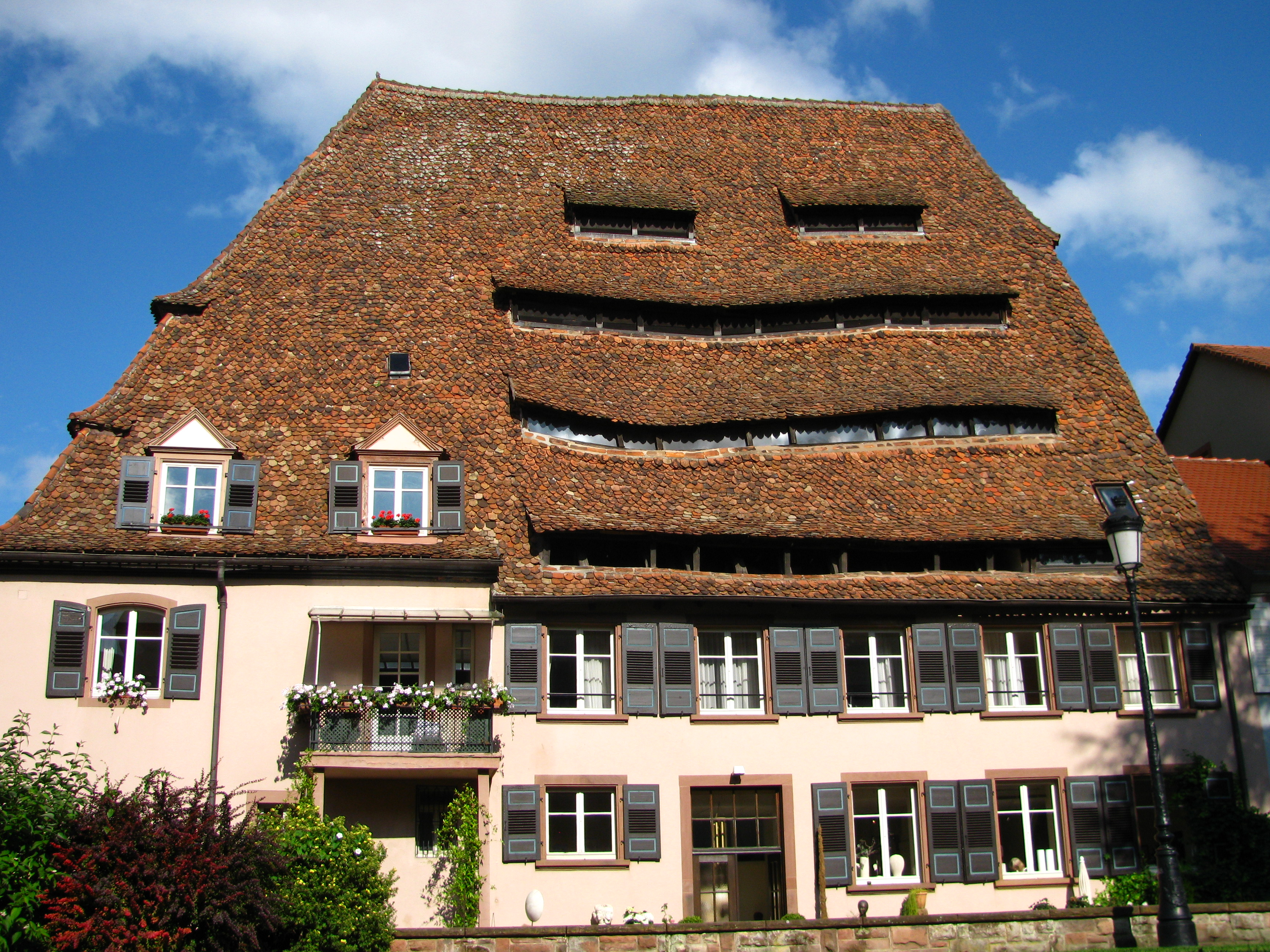
Casa di sale
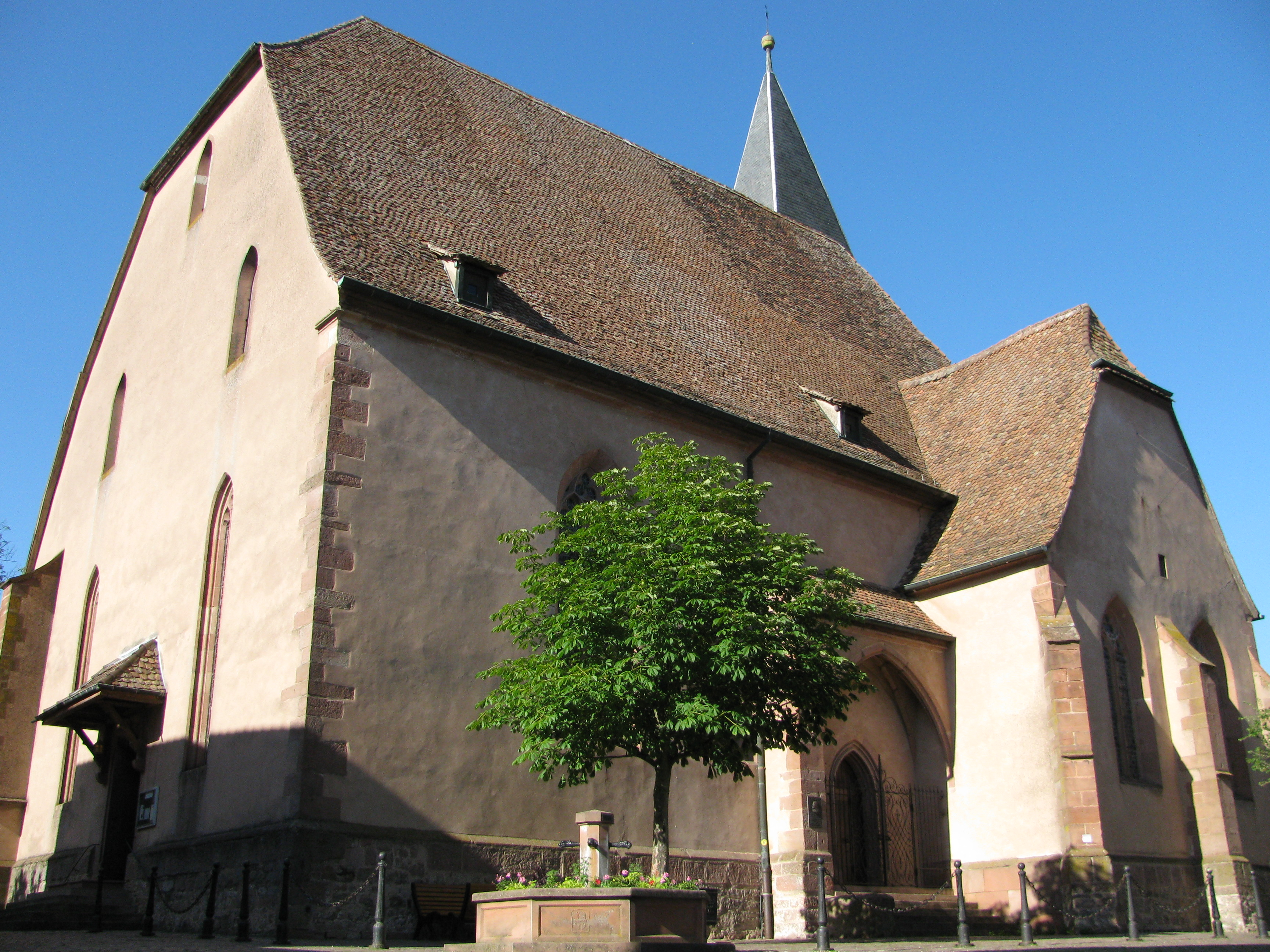
Chiesa protestante di Saint Jean
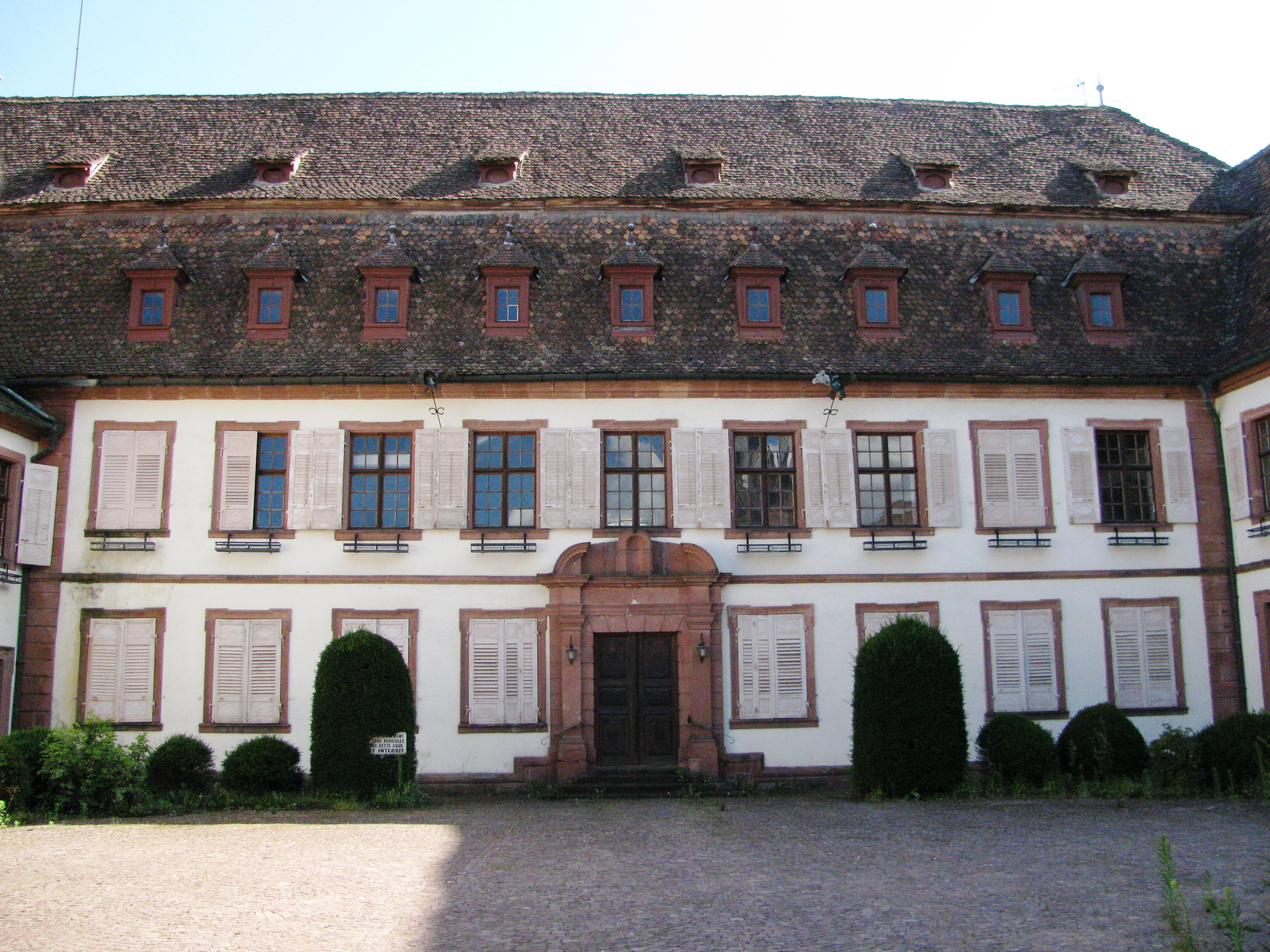
Palazzo Stanislas